# Уніау Дешпортіва Рей Амадур
Уніау Дешпортіва Рей Амадур або просто УДРА (порт. União Desportiva Rei Amador) — професіональний футбольний клуб із міста Рібейра Пейше на острові Сан-Томе, в Сан-Томе і Принсіпі.

## Історія
УДРА став дванадцятим і останнім на сьогодні клубом, що виграв свій перший титул та разом з чотирма іншими клубами входить до списку команд, які мають тільки одну перемогу в національному чемпіонаті. Клуб також виграв два національних Кубки.
Клуб було засновано перед початком сезону 2002/03 років, але занадто пізно , щоб зареєструватися для участі в Кубку, йому дозволили взяти участь в другому дивізіоні Чемпіонату острова. Потім клуб виступав у вищому дивізіоні Чемпіонату острова до 2007 року, коли УДРА вибув до другого дивізіону, але знову повернувся в сезоні 2009/10 років. Протягом чотирьох років вони були серед найкращих п'яти клубів острова, кожного року вони покращували свій підсумковий результат у чемпіонаті, спочатку посіли четверте місце в 2011 році з 34 набраними очками і 31 забитими м'ячами, були третіми в 2012 році і з меншою кількістю очок та забитих м'ячів (відповідно 32 та 28), другими в 2013 році з більш високим результатом з 41 очками та 37 забитими м'ячами. УДРА, нарешті, зайняв перше місце і виграв свій перший і єдиний чемпіонат острова в 2014 році, це дозволило вийти до фіналу національного чемпіонату та зустрітися з Порту Реал з острова Принсіпі, матчі завершилися з рахунками 2:1 на своєму полі та 1:0 на виїзді, тож матч продовжила серія післяматчевих пенальті, в якій УДРА переграв Порту Реал та здобув своє на сьогодні єдине національне чемпіонство. УДРА здобув свій найперший титул переможця Кубку в 2013 році після перемоги над Дешпортіву Санді з рахунком 5:1. В національному Кубку УДРА переграв клуб Спортінг (Принсіпі) та завоював свій другий і останній на сьогодні національний кубок.

## Форма
Домашня форма клубу складається з смугастої біло-синьої футболки з синіми рукавами та синіх шортів і шкарпеток аналогічного кольору. Виїзна форма клубу складається з помаранчевих футболки та шортів, а також синіх шкарпеток.

## Логотип
Логотип клубу складається зі щита сірого кольору, по центру якого зображений легендарний анголанський креольський король Рей Амадур, волосся якого стилізоване під ангольський прапор, дата заснування міста, в якому клуб проводить свої домашні матчі, знаходиться в нижній частині логотипу.

## Досягнення
- Чемпіонат Сан-Томе і Принсіпі: 3 перемоги

2014, 2017, 2018
- Чемпіонат Сан-Томе: 1 перемога

2014
- Кубок Сан-Томе і Принсіпі з футболу: 2 перемоги

2013, 2014

## Статистика виступів у лігах та кубках

### Чемпіонат острова
| Сезон | Див. | Міс. | Іг. | В  | Н | П | ЗМ | ПМ | РМ  | О  | Кубок   | Кваліфікація/вибування                   |
| ----- | ---- | ---- | --- | -- | - | - | -- | -- | --- | -- | ------- | ---------------------------------------- |
| 2011  | 2    | 4    | 21  | 10 | 4 | 7 | 31 | 18 | +13 | 34 |         | Жоден                                    |
| 2012  | 2    | 3    | 18  | 10 | 2 | 6 | 28 | 26 | +2  | 32 |         | Вихід в національний Чемпіонат 2012 року |
| 2013  | 2    | 2    | 18  | 12 | 5 | 1 | 37 | 14 | +23 | 41 | Чемпіон | Вихід в національний Чемпіонат 2013 року |
| 2014  | 2    | 1    | 18  | -  | - | - | -  | -  | -   | -  | Чемпіон | Вихід в національний Чемпіонат 2014 року |